# Naro-1
Naro-1 ou Korea Space Launch Vehicle (KSLV) (en coréen : 나로호) est un lanceur développé par la Corée du Sud avec l’aide de la Russie. Ce lanceur est constitué d’un premier étage dérivé de celui du lanceur russe Angara et d’un deuxième étage développé par la Corée du Sud. La réalisation du deuxième étage et l’intégration des deux étages est supervisée par l’Institut coréen de recherche aérospatiale (KARI) en collaboration avec des spécialistes russes. Le premier lancement a eu lieu le 25 août 2009. Le tir, qui doit mettre en orbite un satellite de 100 kg, échoue du fait d’un largage tardif d’une partie de la coiffe. Le second lancement, qui a lieu le 10 juin 2010, échoue également. Le troisième lancement, qui a lieu le 30 janvier 2013, est un succès.

## Historique
Dans le cadre de son plan spatial national défini en 1996, la Corée du Sud prévoit de développer un lanceur spatial. En novembre 2002, elle lance pour la première fois une fusée-sonde KSR-3 utilisant un moteur-fusée à ergols liquides. L'objectif est de disposer vers 2005 d'un lanceur opérationnel capable de placer de petits satellites en orbite. Celui-ci doit comporter trois étages développés à partir de la KSR-3 flanqués de deux propulseurs d'appoint également dérivés de la même fusée-sonde. Le troisième étage est à propergol solide et dérive de la fusée-sonde KSR-1. Finalement cette approche est abandonnée au profit d'un nouveau projet baptisé KSLV-1 (futur Naro-1). Pour accélérer le développement de ce dernier, les responsables coréens décident d'avoir recours à une assistance étrangère.
En 2004, la Corée du Sud se tourne vers la Russie pour le développement d'un moteur-fusée à ergols liquides. La société russe GKNPZ Khrounitchev, constructeur du lanceur russe Angara, signe un contrat initial d'une valeur d'environ 200 millions d'euros pour la conception et le développement du lanceur sud-coréen ainsi que la construction d'une base de lancement sur le territoire de la Corée du Sud. Le contrat final signé en octobre 2006 prévoit finalement que Khrounitchev développe le premier étage complet du lanceur conçu pour placer 100 kg en orbite. La société russe doit fournir les composants permettant de construire le lanceur toutefois sans transfert de technologie. Le contrat final ratifié en juin 2007 par la Douma russe qui autorise finalement le transfert de technologies sensibles. Cet accord de coopération est signé de manière officielle le même mois par le président russe Vladimir Poutine et le président coréen Roh Moo-hyun. Le budget du projet KSLV-1 atteint 449 millions d'euros dont 391 millions d'euros pour le développement du lanceur. Sur cette dernière somme, 140 millions d'euros sont reversés à la Russie qui s'engage pour deux lancements. Et 172 millions d'euros sont consacrés à la construction avec l'aide des russes du centre spatial de Naro qui comprend un complexe de lancement, un centre de contrôle, des installations pour permettre d'effectuer les tests et l'assemblage, un centre administratif, un quartier d'habitation.
Le lanceur KSLV-1 d'une masse de 140 tonnes est haut de 33 mètres pour un diamètre de 2,9 mètres. Il comprend un premier étage directement dérivé du premier étage URM-1 du lanceur Angara de Khrunitchev long de 25,8 mètres. Toutefois le moteur-fusée utilisé n'est pas le RD-191 de l'URM mais un RD-151 développé par NPO Energomach caractérisé par une poussée plus faible (1 700 kilonewtons). Le RD-151 brûle un mélange de kérosène et d'oxygène liquide avec un cycle d'alimentation très performant. Cet étage doit fonctionner durant 237 secondes. Il s'agit du premier vol à la fois d'un étage URM-1 et du moteur-fusée qui le propulse. L'institut coréen de recherche aérospatiale (KARI) a la charge de développer le deuxième étage de très petite taille, la coiffe ainsi que l'avionique du lanceur. Cet étage utilise un moteur à propergol solide d'une poussée de 42 kN, dérivé de la fusée-sonde KSR-1, qui doit fonctionner durant 66 secondes. La construction de l'infrastructure et les tests du lanceur s'achèvent en avril 2009.
La coopération entre Khrounitchev et ses homologues coréens est affectée par les problèmes financiers que rencontre à cette époque la société russe. Celle-ci est suspectée par son partenaire d'utiliser l'argent versée par la Corée du Sud pour financer les développements de son lanceur Angara. Le lancement du lanceur KSLV-1 prévu initialement fin 2007 est repoussé par les russes à 6 reprises. Finalement, le premier vol du lanceur Naro-1 a lieu le 25 août 2009.

## Caractéristiques techniques

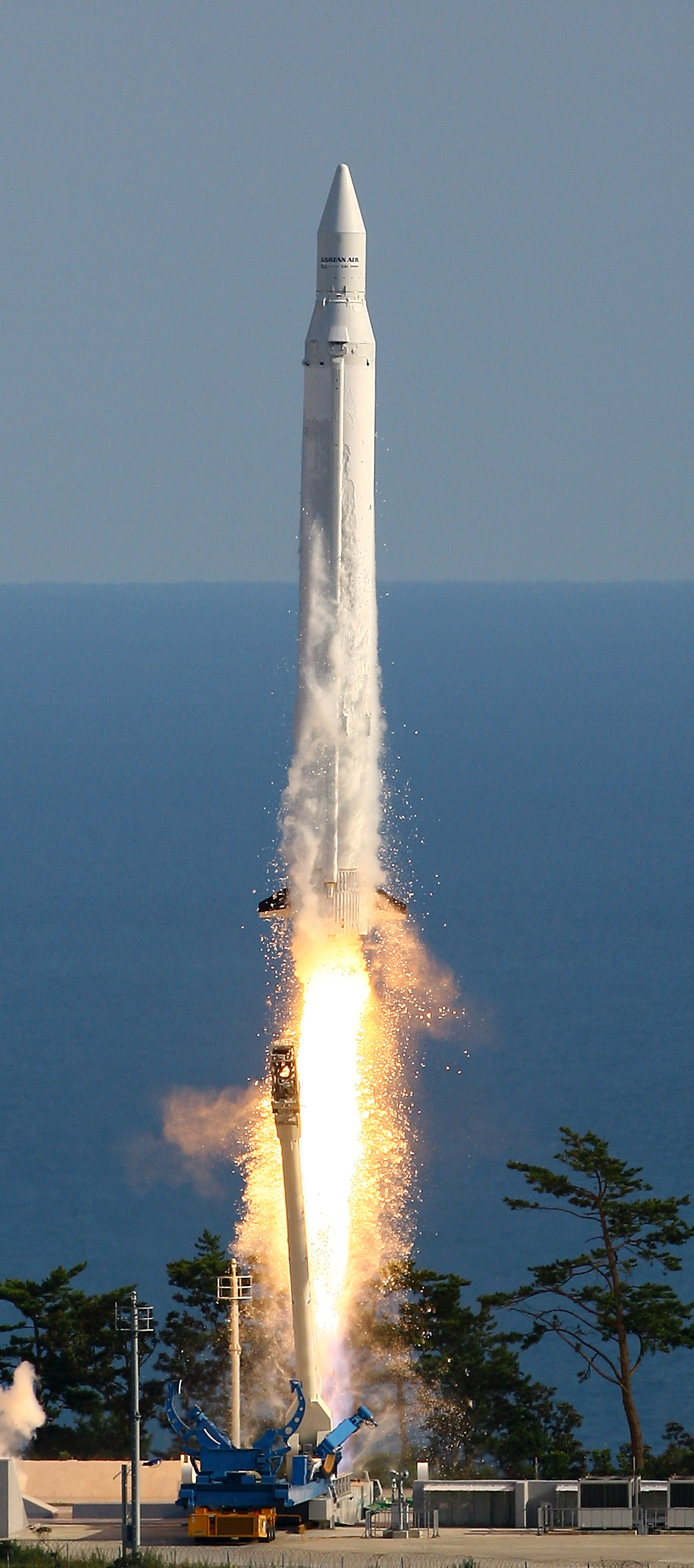
Le décollage le 25 août 2009 du premier lanceur Naro-1, c'est un échec.

Le KSLV-1, nommé aussi Naro-ho (Naro-1), est haut de 33,5 mètres pour un diamètre de 2,9 mètres et une masse de 140 tonnes au décollage. Sa masse à vide est de 10 tonnes et son fuselage a 2 mm d'épaisseur. Il est constitué de deux étages. Le lanceur peut lancer un satellite de 100 kilogrammes sur une orbite terrestre basse elliptique avec un périgée de 300 km et un apogée de 1 500 km.
Ses caractéristiques sont les suivantes :
- Le premier étage est basé sur celui du lanceur russe Angara mais avec des performances moindres. Il brûle un mélange de kérosène et d’oxygène liquide et est propulsé par un moteur russe RD-151 doté d'une seule chambre de combustion qui développe une poussée de 167 tonnes (le lanceur Angara est propulsé par un RD-191 qui délivre près de 210 tonnes de poussée). Il est fourni par le constructeur de matériel astronautique russe GKNPZ Khrounitchev dans le cadre d’un contrat signé le 26 octobre 2004[8].
- Le deuxième étage KSR-1 d’une masse de une tonne utilise un propulseur à propergol solide de 8 tonnes de poussée qui fonctionne durant 58 secondes. Il est développé par la Corée du Sud. Celle-ci assure également la fabrication de la coiffe, du système de guidage et l'intégration des deux étages.

La Russie, s'engage à livrer trois exemplaires du premier étage, mais refuse désormais tout transfert de technologies spatiales supplémentaire à la Corée du Sud dans le cadre du régime de contrôle de la technologie des missiles par crainte d'une utilisation militaire de ces systèmes.

## Déroulement d'un lancement
Le déroulement nominal d'un vol est le suivant : 215 secondes après le lancement, la coiffe est larguée. La séparation entre les deux étages intervient à T+232 secondes. Le lanceur, qui est à une altitude de 196 km, continue sur sa lancée sans propulsion (vol balistique) durant 3 minutes puis le deuxième étage est allumé et fonctionne durant 58 secondes pour injecter le satellite en orbite,.

## Les vols du lanceur

### Premier vol
Le vol inaugural de ce lanceur de base, initialement prévu en 2007, a lieu le 25 août 2009 à 08 h 00 TU depuis le nouveau centre spatial Naro, après plusieurs reports successifs, celui-ci ayant au total été retardé à sept reprises. Le lanceur ne peut placer en orbite le satellite artificiel de 100 kg STSAT-2A. La moitié de la coiffe est éjectée avec plus de 300 secondes de retard. La masse accrue de 300 kg qui en résulte ne permet pas au moteur du deuxième étage d'atteindre la vitesse de satellisation minimale.

### Deuxième tentative
Le deuxième lancement a lieu le 10 juin 2010. Le tir échoue également : selon les premiers éléments connus, une explosion s’est produite 137 secondes après le lancement. Le lanceur ne peut placer en orbite le satellite artificiel de 100 kg STSAT-2B.

### Troisième lancement et succès

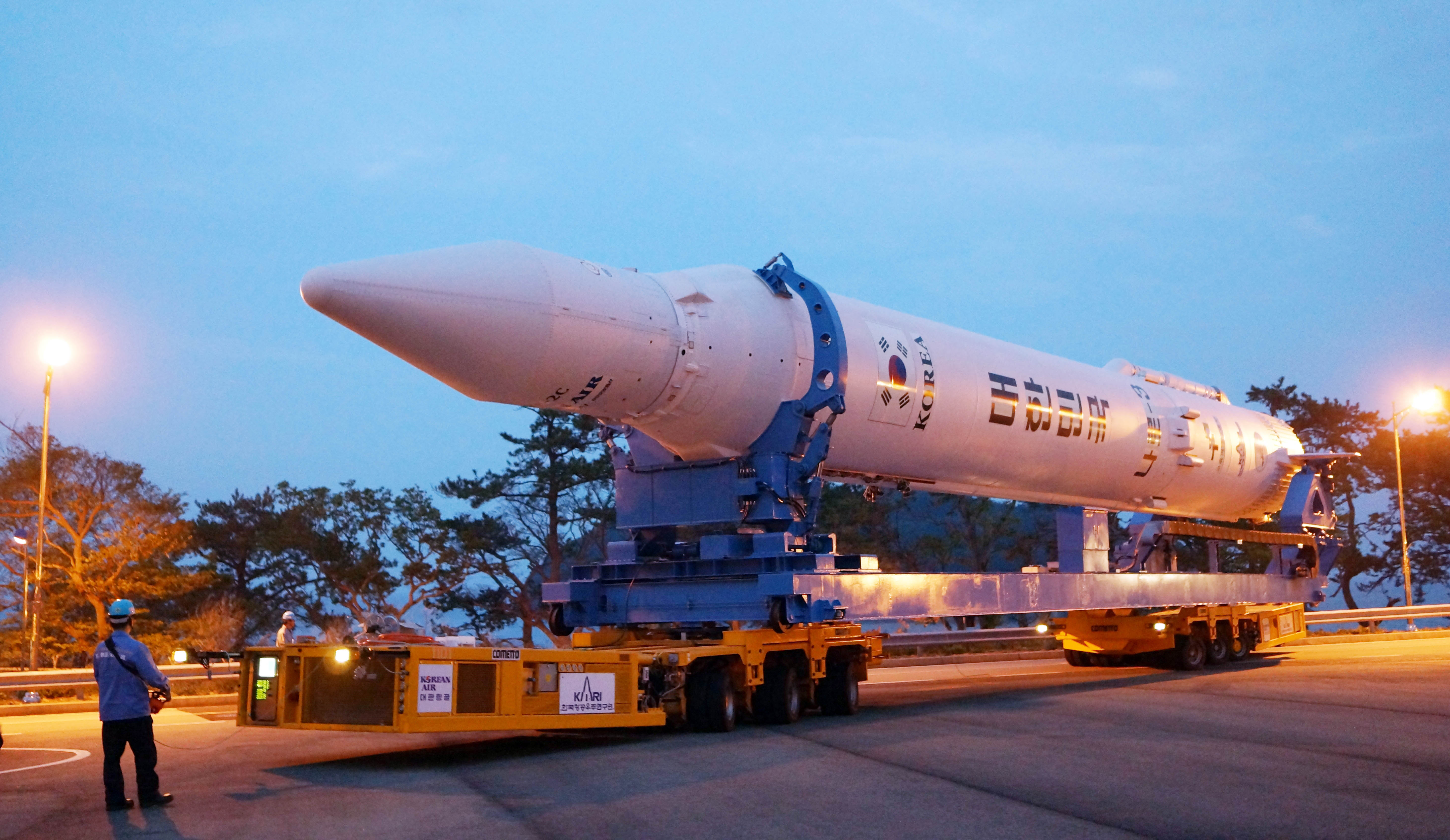
Le troisième et dernier lanceur Naro-1 sur sa remorque le 26 octobre 2012.

Un troisième tir, prévu entre le 26 et le 31 octobre 2012, après l'arrivée du premier étage russe et son intégration en septembre est reporté à novembre en raison de défaillances des systèmes embarqués du premier étage. Le câblage électrique et un certain nombre de composants électroniques sont modifiés. La tentative a finalement lieu le 29 novembre 2012 mais le tir est annulé 17 minutes avant la fin du compte à rebours à cause de problèmes techniques sur le deuxième étage. La tentative suivante prévue pour le 26 janvier 2013 a finalement lieu le 30 janvier 2013 avec un lancement réussi à 16 h TU+09:00 (07 h 00 TU) et mettant en orbite le satellite sud-coréen STSAT-2C (Science and Technology Satellite-2C) qui doit contacter l'Institut supérieur coréen des sciences et technologies à Daejeon 140 minutes après le lancement. La Corée du Sud devient ainsi la 12e puissance spatiale.

## Développements ultérieurs: le lanceur KSLV-2
Le KSLV-2, ou Nuri, est un lanceur spatial entièrement basée sur des technologies de la Corée du Sud. Son premier lancement a lieu le 21 octobre 2021 mais est un échec. Son deuxième lancement se déroule le 21 juin 2022 avec succès.